# Château Lasalle
Le château Lasalle est un édifice situé dans la commune française de Le Ban-Saint-Martin, en Moselle.

## Histoire
L'ancien château, situé  41 avenue de la Liberté, est inscrit au titre des monuments historiques par arrêté du 10 mai 1996.
Le château a été édifié vers le milieu du XVIIIe siècle, la plupart des pièces ont conservé leurs aménagements du XVIIIe siècle.